# Vogue France
Vogue France (anciennement Vogue Paris) est l'édition française du magazine de mode américain Vogue. C'est, de 1968 à 2021, sa seule édition dans le monde à porter un nom de ville jusqu'au virage éditorial souhaité par Anna Wintour.
Fondé par Condé Nast en 1920 quatre ans après l'édition britannique, le magazine est au départ fortement inspiré de l'édition américaine. La présence de grands illustrateurs, écrivains puis photographes lui donne progressivement sa propre personnalité. Les modistes et la haute couture, mais plus généralement l'élégance française, s'affichent depuis des décennies dans les pages de la publication ; les plus grands mannequins apparaissent en couverture depuis que la photographie est présente.
De Michel de Brunhoff, Edmonde Charles-Roux ou Emmanuelle Alt, le magazine voit passer des rédacteurs en chef reconnus depuis toujours.

## Historique

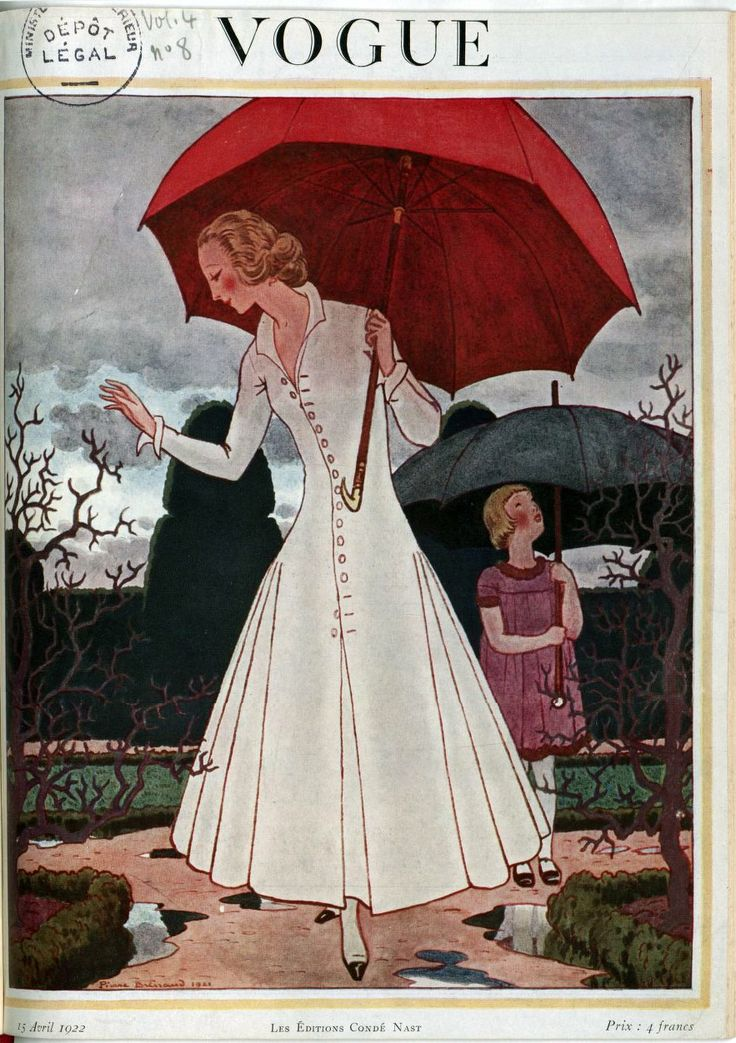
Couverture de l'édition française de Vogue, avril 1922.

Au début des années 1920, Condé Montrose Nast (en) fait appel à Lucien Vogel fondateur de la Gazette du Bon Ton pour superviser une version française ; Vogel est à la pointe de l'édition, de la mode, et des arts. C'est Cosette de Brunhoff sa femme, sœur de Jean de Brunhoff, qui prend la première en charge la responsabilité d'être rédactrice en chef. Après la fin de la Première Guerre mondiale, la période est propice à Paris pour le lancement d'une édition locale, déclinaison du Vogue des États-Unis, la capitale attire tous les regards. Après le conflit durant lequel elles sont restées souvent seules, les femmes sont plus émancipées, la mode et la beauté connaissent une évolution majeure et le Vogue parisien va installer le style « garçonne » dans les années qui vont suivre.

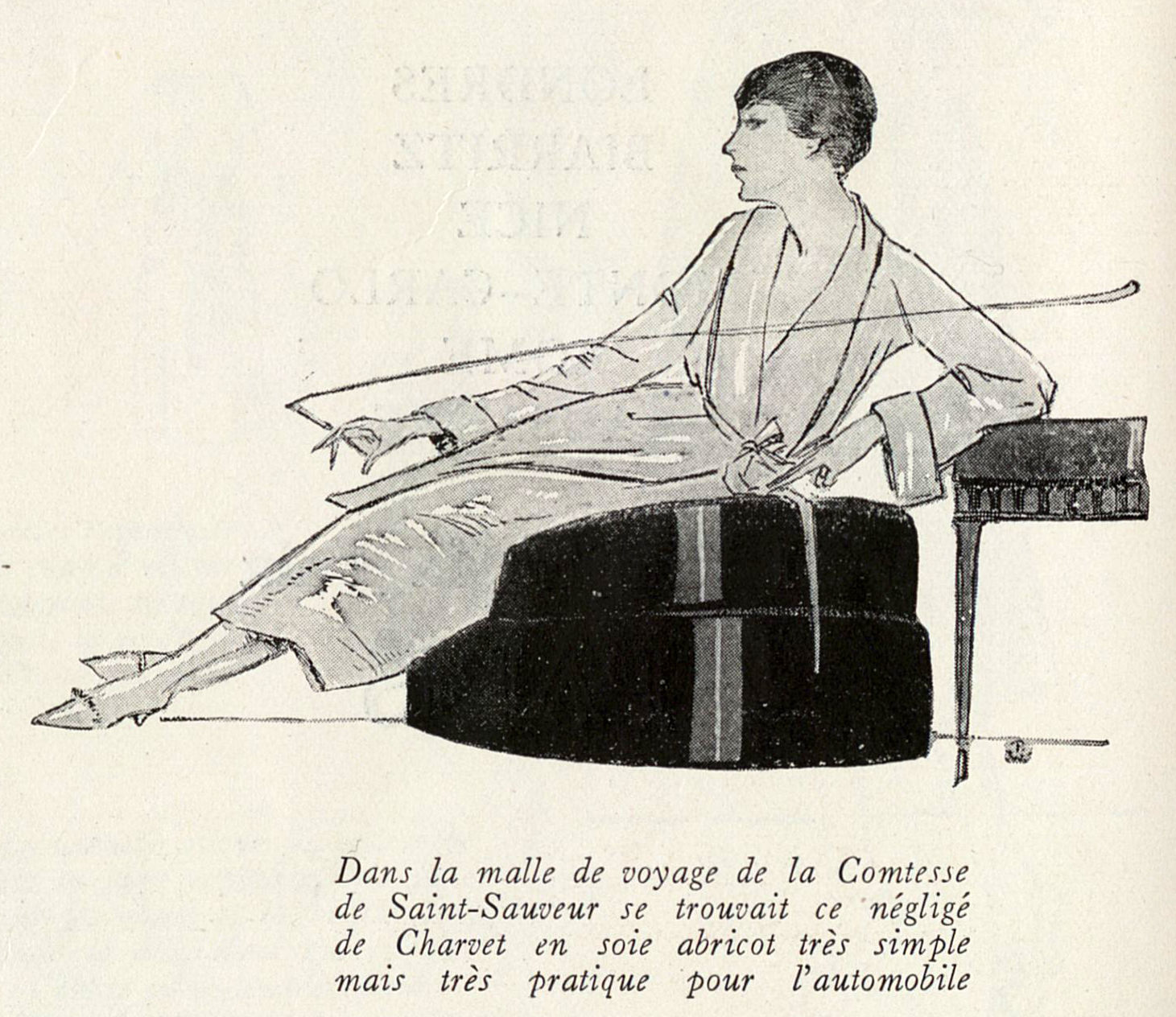
Illustration pour un article du Vogue français, juillet 1920.

L'édition française voit sa première parution le 15 juin 1920, avec une couverture d'Helen Dryden (en),. Edna Woolman Chase, la respectée rédactrice en chef de la version américaine, fait régulièrement le voyage pour les collections et jusqu'aux bureaux français : les pages sont communes aux différentes éditions internationales. Ce mélange entre une maquette luxueuse d'outre atlantique et la créativité de l'équipe française appuyée par les artistes locaux donne un équilibre parfait pour ce qu'on appelle alors le « Vogue français ». Le magazine a pour contributeurs quelques-uns des plus grands artistes et écrivains du XXe siècle ; la duchesse Solange d'Ayen est rédactrice mode à la fin des années 1920,, la princesse Bibesco écrit des éditoriaux. L'illustration, et son impérative « ligne droite », est omniprésente avec Benito, Pierre Mourgue, Eric ou Christian Bérard.
L'Américain Main Rousseau Bocher devient rédacteur en chef à la fin des années 1920, poste qu'il quitte pour devenir modéliste avant de devenir un couturier reconnu quelques années plus tard. Alors que la photographie envahit les magazines de mode, George Hoyningen-Huene est le chef du studio photo de l'édition française ; il découvre Horst qui sera un photographe du magazine, puis fait travailler Lee Miller. Les fournitures photographies sont rares, importées des États-Unis et le montage des décors en studio est long : les productions des photographes ne sont pas exclusives à la France mais destinées également à l'édition anglaise et américaine,. Si le studio occupe une grande part, les prises de vues en extérieur sont également dans la tendance ; dès les années 1920, le sport et la nature, puis le bronzage, les tenues allégées et un peu de gymnastique envahissent les pages du Vogue,,.
De 1929 à 1954, le magazine est dirigé par Michel de Brunhoff frère de Cosette Vogel, également connu bien plus tard pour avoir lancé le tout jeune Yves Saint-Laurent. Le nouveau rédacteur en chef s’appuie sur Lucien Vogel — très lié au propriétaire américain Condé Nast — qui est là depuis les débuts de Vogue, et engage Erwin Blumenfeld pour quelque temps. De nouvelles publications sont là pour compléter l'offre au lectorat féminin et concurrencer Vogue : Marie Claire avant la Guerre, Elle juste après. La diffusion s'arrête en juin 1940, pendant la Guerre, sur décision de Brunhoff, et ce malgré la volonté des Allemands de le maintenir.

### Après-guerre
Dès la fin de la Guerre, alors que la haute couture est moribonde, la publication reprend ; Vogel souhaite faire du Vogue français une vitrine de Paris et Brunhoff, homme de mondanité et des arts, développe l'idée. André Ostier y tiendra une rubrique, La vie à Paris, puis Robert Doisneau publiera ses images de la capitale. En janvier 1945 est publié un numéro Hors Série intitulé Vogue Libération, avec une couverture de Christian Bérard ornée du drapeau français et d'un navire ; mais ce n'est véritablement qu'en 1947, année du New Look de Dior, que le cours des choses reprennent normalement,. La publication passe de six numéros, puis à dix peu après.
Les illustrateurs et photographes tels Guy Bourdin ou Henry Clarke, pour la plupart immigrés durant le conflit, reviennent dans la capitale française, le lieu central de la mode. Ils sont appointés par l'édition américaine ou française et les échanges sont nombreux entre les deux versions. Les contraintes sont faibles pour les photographes, seule leur créativité est demandée par le Vogue français qui montre alors des styles variés couverture après couverture. Outre la haute couture qui vit son âge d'or, les cosmétiques et soins du corps envahissent les pages. Progressivement, à l'exception de Gruau, les illustrateurs disparaissent des pages.
Dans les années 1950, la révolution du prêt-à-porter change profondément la ligne éditoriale de la publication, rendant de Brunhoff hystérique, : le Vogue France, magazine des couturiers parisiens va voir arriver toutes sortes de nouvelles tendances, malgré la pression qu'exerce nombre de maisons de couture et annonceurs historiques. L'émancipation acquise par les femmes après la Seconde Guerre mondiale va être décuplée dans les années à venir. Mais le chic, l'élégance et la modernité liés à Vogue sont perpétuellement maintenus.
En 1948, Edmonde Charles-Roux débute au magazine en tant que courriériste. Brunhoff la pousse à aller voir chaque spectacle, chaque représentation de la capitale. Elle devient la rédactrice en chef en 1954 à la mort de Michel de Brunhoff. Durant sa carrière, elle est à l'initiative de publier toute une nouvelle génération de photographes, ainsi que de nombreux écrivains faisant naitre quelques controverses au sein du magazine.
Edmonde Charles-Roux quittera le magazine en 1966 dans un souffle de scandale, après avoir voulu imposer une femme de couleur en couverture. Le premier mannequin noir à faire la couverture de Vogue Paris sera Naomi Campbell, en août 1988, photographiée par Patrick Demarchelier. Françoise de Langlade (en), entrée en 1951 au sein du magazine, devient rédactrice en chef au départ d'Edmonde Charles-Roux. Restant quelques mois à ce poste, elle quitte la publication après son mariage avec Oscar de la Renta et rejoint l'édition américaine.

### Années 1960
Les actrices telles Bardot, Deneuve ou Audrey Hepburn sont en couverture du magazine, remplaçant les mannequins.
En 1968, suivant un souhait du propriétaire, les Publications Condé Nast, le magazine change de nom, passant de « Vogue » à « Vogue Paris », seule édition internationale du magazine à comporter le nom d'une ville dans sa dénomination. Son logo inchangé depuis 1953 intègre la mention « Paris » dans la lettre « O ».
Les événements de mai 68 permettent au magazine de s'émanciper de l'influence américaine et Francine Crescent devient rédactrice en chef et sous directrice de la maison de haute-couture Dior ; elle restera à ce poste durant deux décennies. Le mot « court », pour décrire les créations, devient permanent, les images sont osées. Longtemps conservatrice et bourgeoise, la ligne éditoriale du mensuel se bouscule, notamment avec des séries de mode de Guy Bourdin, très sexuelles et scandaleuses ; avec son confrère Helmut Newton, ils deviendront les deux photographes « vedette » du magazine durant ces années et feront le succès de celui-ci. Au-delà du vêtement, l'exaltation du corps reste un sujet primordial, avec son corollaire de pages « cosmétiques et soins », puis « minceur », thème qui deviendra récurrent dans les années 1990. Mais les images de Vogue ne font pas que montrer le corps et tous ces nouveaux produits qui s'y rattachent ; la publication se doit d'être innovante et plusieurs photographes, tels Peter Lindbergh, Mario Testino ou Craig McDean plus tard, vont marquer l'époque.
Durant plusieurs années, les collectionneurs s'arrachent l'édition de décembre du Vogue Paris. En effet, la rédaction en chef du magazine est confiée à des vedettes diverses comme Françoise Sagan qui est en couverture pour la première édition « spéciale Noël », le dalaï-lama, Nelson Mandela juste après qu'il a reçu le prix Nobel de la paix, Rostropovich avec une couverture dessinée par Sempé Catherine Deneuve, Sofia Coppola, Charlotte Gainsbourg, Kate Moss,, Charlotte Gainsbourg, ou Stéphanie de Monaco. En septembre 1981, Botero est invité par le magazine à illustrer les collections de couture : il réalise une série de quinze peintures et douze dessins. Vers la fin de la décennie, les supermodels sont omniprésents en couverture alors que Colombe Pringle prend la place de rédactrice en chef.
En juin 1994, l'américaine Joan Juliet Buck (en), qui a débuté en 1968 pour les Éditions Condé Nast et est alors critique cinéma dans l'édition américaine de Vogue, devient rédactrice en chef du magazine français. Cette même année, le studio photo est définitivement fermé. Vogue Paris est alors publié à 80 000 exemplaires ; en sept ans de présence, la rédactrice américaine augmente la diffusion. À l'issue de son activité en France, elle reste sous contrat comme journaliste pour le groupe Condé Nast et est remplacée par Carine Roitfeld.

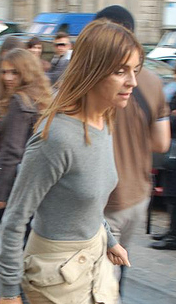
Carine Roitfeld en 2006.

### Années 2000
De 2001 à 2011, la rédaction en chef de Vogue Paris est assurée par Carine Roitfeld. Rédactrice de mode, collaboratrice du photographe de mode et portraitiste Mario Testino, elle a été la muse de Tom Ford chez Gucci et est à l'origine de la tendance « porno chic » qui a défrayé la chronique à la fin des années 1990. Sa première action est de mettre Kate Moss en couverture. Durant la période avec Roitfeld, Vogue Paris voit s'afficher Sophie Marceau une cigarette à la bouche, ce qui entraine de vives réactions, Vanessa Paradis à peine reconnaissable, ainsi qu'un homme noir et barbu habillé en femme sur sa couverture, puis des photos d'une mannequin blanche dont le corps a été entièrement maquillé en noir, provoquant la colère des associations anti-racisme. Le magazine entame une longue collaboration avec les photographes Mert and Marcus qui donne plus d'une vingtaine de couvertures dans les années suivantes, ainsi qu'avec Terry Richardson et Inez & Vinoodh.
La maquette est renouvelée en 2007 puis en 2012. Le magazine annonce 160 000 exemplaires mensuels pour 2011. Le 1er février 2011, Emmanuelle Alt, qui occupait le poste de rédactrice en chef mode depuis dix ans, remplace Carine Roitfeld. Elle fait travailler des photographes d'ancienne génération dont Hans Feurer.
Vogue compte près de 960 couvertures en 2016. Le magazine représente plus d'un tiers du chiffre d'affaires de Condé Nast en France, aux côtés des éditions locales de Glamour, GQ, AD et Vanity Fair.
La diffusion du magazine chute à 88 250 exemplaires en 2019.
Depuis le milieu des années 2010, une partie du contenu, majoritairement web mais aussi « papier », se voit produit à Londres, au hub de l'éditeur, commun aux 23 déclinaisons mondiales de Vogue prélude de plus vastes changements. Condé Nast poursuit en 2021 une restructuration éditoriale du magazine, dans plusieurs pays du monde, dont l'édition française. Le groupe supprime notamment l'appellation « Paris » de Vogue Paris, ce dernier devenant officiellement Vogue France. À la suite du départ de Emmanuelle Alt, c'est Eugénie Trochu qui prend la tête du magazine français en tant que Head of Editorial Content. Edward Enninful pilote différentes éditions internationales du Vogue. Le poste de rédactrice-en-chef et rédacteur-en-chef de l'édition française est supprimée. Aya Nakamura est choisie pour faire la couverture de la première édition de Vogue France. Début 2025, Condé Nast annonce la nomination de Claire Thomson-Jonville au poste de Head of Editorial Content, succédant à Eugénie Trochu.
| Nom                        | Date d'entrée en fonction | Date de cessation de fonctions | Poste                            |
| -------------------------- | ------------------------- | ------------------------------ | -------------------------------- |
| Edna Woolman Chase         | 1920                      | 1928                           | Rédactrice-en-chef               |
| Cosette Vogel              | 1922                      | 1927                           | Éditrice                         |
| Main Rousseau Bocher       | 1928                      | 1929                           | Rédacteur-en-chef                |
| Michel de Brunhoff         | 1929                      | 1954                           | Rédacteur-en-chef                |
| Edmonde Charles-Roux       | 1954                      | 1966                           | Rédactrice-en-chef               |
| Françoise de Langlade (en) | 1966                      | 1968                           | Rédactrice-en-chef               |
| Francine Crescent          | 1969                      | 1986                           | Rédactrice-en-chef               |
| Colombe Pringle            | 1987                      | 1994                           | Rédactrice-en-chef               |
| Joan Juliet Buck (en)      | 1994                      | 2001                           | Rédactrice-en-chef               |
| Carine Roitfeld            | 2001                      | 2010                           | Rédactrice-en-chef               |
| Emmanuelle Alt             | 2011                      | 2021                           | Rédactrice-en-chef               |
| Eugénie Trochu             | 2021                      | 2024                           | Responsable du contenu éditorial |
| Claire Thomson-Jonville    | 2025                      | -                              | Responsable du contenu éditorial |